# Heizdecke (Motorsport)

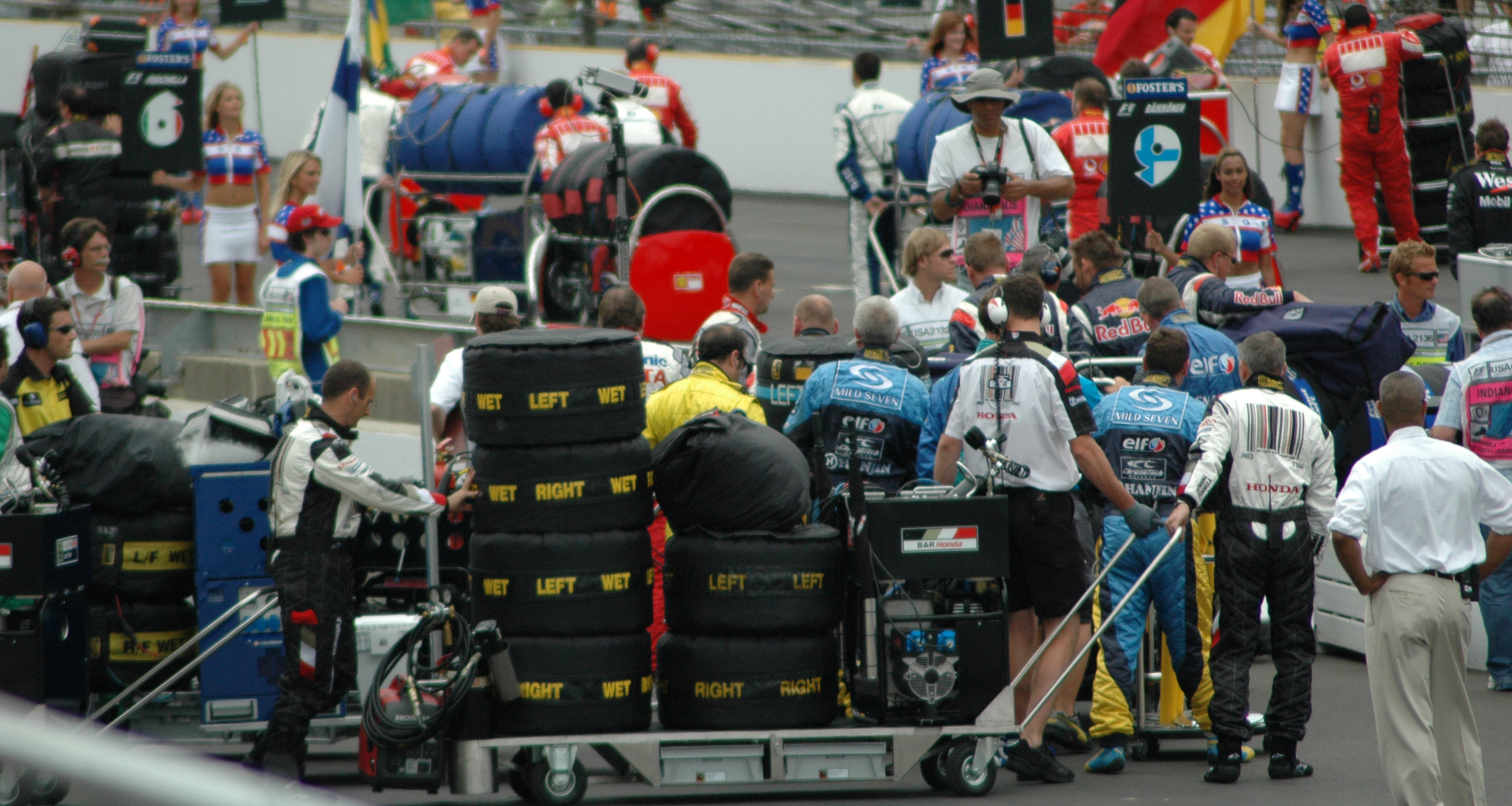
Reifen mit Heizdecken und Aggregat zu ihrer Stromversorgung. Auf den Decken die Informationen „WET“ (nass) und „LEFT“/„RIGHT“ (links/rechts) für die Mechaniker des Teams

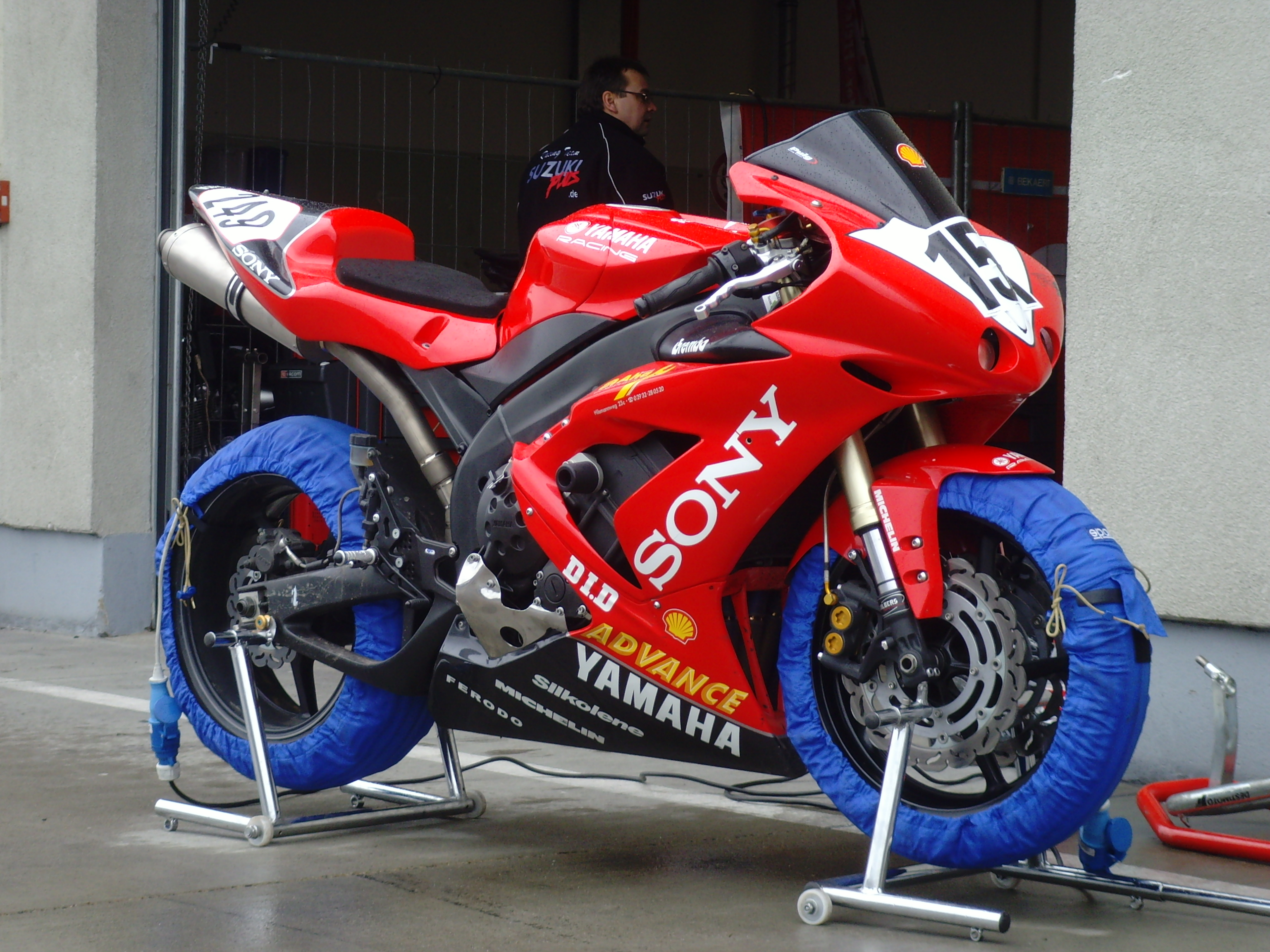
Reifen-Heizdecken bei einer Yamaha im Rundstreckensport

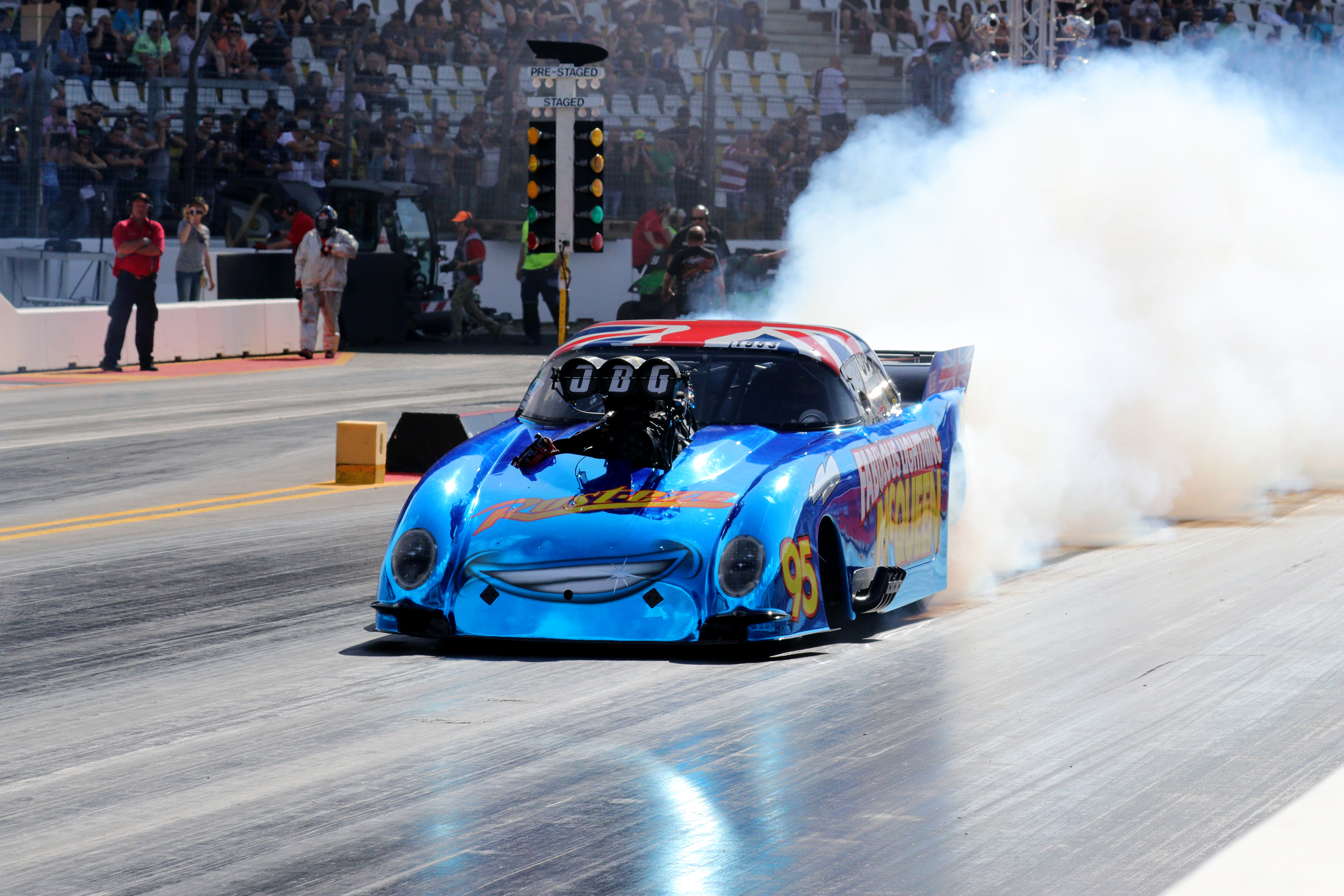
Alternative: Burnout eines Pro-Mod-Dragster bei Beschleunigungsrennen

Heizdecken (engl. Tyre warmers) werden im Motorsport genutzt, um die Rennreifen eines Fahrzeugs vor ihrem Einsatz auf die nötige Betriebstemperatur aufzuheizen. Die Decken bringen die Reifen auf eine Temperatur von etwa 80° Celsius, meist etwas unter der idealen Betriebstemperatur. Durch Heizdecken vorgewärmte Reifen erzielen schon in der ersten Kurve mehr Grip, das Fahrzeug erzielt damit schon früher deutlich höhere Kurvengeschwindigkeiten und daraus resultierend schnellere Rundenzeiten.

## Formel 1
In der Formel 1 wurden Heizdecken erstmals beim Großen Preis von Europa 1985 vom Team Lotus eingesetzt und waren nach kurzer Zeit bereits Standard.
Im Zuge der Wiedereinführung von Slicks in der Formel-1-Saison 2009 plante die FIA ein Verbot von Heizdecken. Dies wurde jedoch im Juni 2008 aufgrund von Sicherheitsbedenken verworfen.
Im Sommer 2012 wurde erneut ein Verbot von Heizdecken diskutiert, dieses Mal auch aus Kostengründen. McLaren-Boss Martin Whitmarsh bezifferte die Kosten, die durch Transport und Betrieb der Heizdecken und der dafür benötigten Stromgeneratoren entsteht, auf jährlich 300.000 Pfund (ca. 370.000 Euro). Robert Fernley, stellvertretender Teamchef von Force India, gab zudem an, dass ohne Heizdecken etwa drei Mechaniker weniger pro Team benötigt würden. Neben mehreren Fahrern lehnte aber auch Reifenhersteller Pirelli ein Verbot zur Saison 2013 ab, da die derzeit verwendeten Reifen nicht für die Verwendung ohne Heizdecken entwickelt wurden.

## Alternativen
Montierte Reifen werden durch Zick-Zack-Fahren sowie starke Beschleunigungs- und Bremsmanöver auf Temperatur gebracht, beispielsweise wenn die Reifentemperatur aufgrund des Einsatzes eines Safety Cars sinkt.
Eine Möglichkeit, Reifen ohne Heizdecken aufzuwärmen, ist die Verwendung eines „Ofens“. So benutzt die RML Group bei ihren Sportwagen-Einsätzen ein Infrarot-Heizsystem.
Eine weitere Alternative sind Walkroller, auf denen man im Fahrerlager die angetriebenen Räder des Fahrzeugs mit eigener Motorkraft laufen lässt.
Beim Beschleunigungsrennen hat der kurz vor dem eigentlichen Start durchgeführte Burnout ebenfalls die Funktion die extrem groß dimensionierten Dragster-Slicks auf die nötige Betriebstemperatur aufzuheizen.